# Anton Knoll
Anton Knoll (Vienna, 21 novembre 2004) è un tuffatore austriaco.

## Biografia
Ha svolto il suo primo allenamento di prova con Anja Richter all'età di tre anni. Si è laureato campione europeo a Belgrado 2024 nel sincro 10 m con Dariush Lotfi.

## Palmarès
| Anno | Manifestazione | Sede     | Evento           | Risultato | Prestazione | Note |
| ---- | -------------- | -------- | ---------------- | --------- | ----------- | ---- |
| 2021 | Europei        | Budapest | Piattaforma 10 m | 2º        | 283,15 p.   |      |
| 2022 | Mondiali       | Budapest | Piattaforma 10 m | 32º       | 301,10 p.   |      |
| 2022 | Mondiali       | Budapest | Sincro 10 m      | 12º       | 316,20 p.   |      |
| 2022 | Europei        | Roma     | Piattaforma 10 m | 6º        | 286,95 p.   |      |
| 2022 | Europei        | Roma     | Sincro 10 m      | 14º       | 313,95 p.   |      |
| 2023 | Giochi europei | Rzeszów  | Piattaforma 10 m | 6º        | 379,40 p.   |      |
| 2023 | Mondiali       | Fukuoka  | Piattaforma 10 m | 17º       | 375,50 p.   |      |
| 2023 | Mondiali       | Fukuoka  | Sincro 10 m      | 11º       | 347,61 p.   |      |
| 2024 | Mondiali       | Doha     | Piattaforma 10 m | 17º       | 320,95 p.   |      |
| 2024 | Mondiali       | Doha     | Sincro 10 m      | 17º       | 310,38 p.   |      |
| 2024 | Europei        | Belgrado | Piattaforma 10 m | 11º       | 357,30 p.   |      |
| 2024 | Europei        | Belgrado | Sincro 10 m      | Oro       | 367,05 p.   |      |
| 2025 | Europei        | Antalya  | Piattaforma 10 m | Bronzo    | 423,35 p.   |      |